# Reburrus kochi
Reburrus kochi là một loài ruồi trong họ Asilidae. Reburrus kochi được Meijere miêu tả năm 1913.